# Камень (Зґерський повіт)
Камень (пол. Kamień) — село в Польщі, у гміні Ґловно Зґерського повіту Лодзинського воєводства.
Населення — 167 осіб (2011).
У 1975-1998 роках село належало до Лодзинського воєводства.

## Демографія
Демографічна структура станом на 31 березня 2011 року:
|          | Загалом | Допрацездатний вік | Працездатний вік | Постпрацездатний вік |
| -------- | ------- | ------------------ | ---------------- | -------------------- |
| Чоловіки | 84      | 19                 | 52               | 13                   |
| Жінки    | 83      | 13                 | 47               | 23                   |
| Разом    | 167     | 32                 | 99               | 36                   |